# Stefan Nystrand

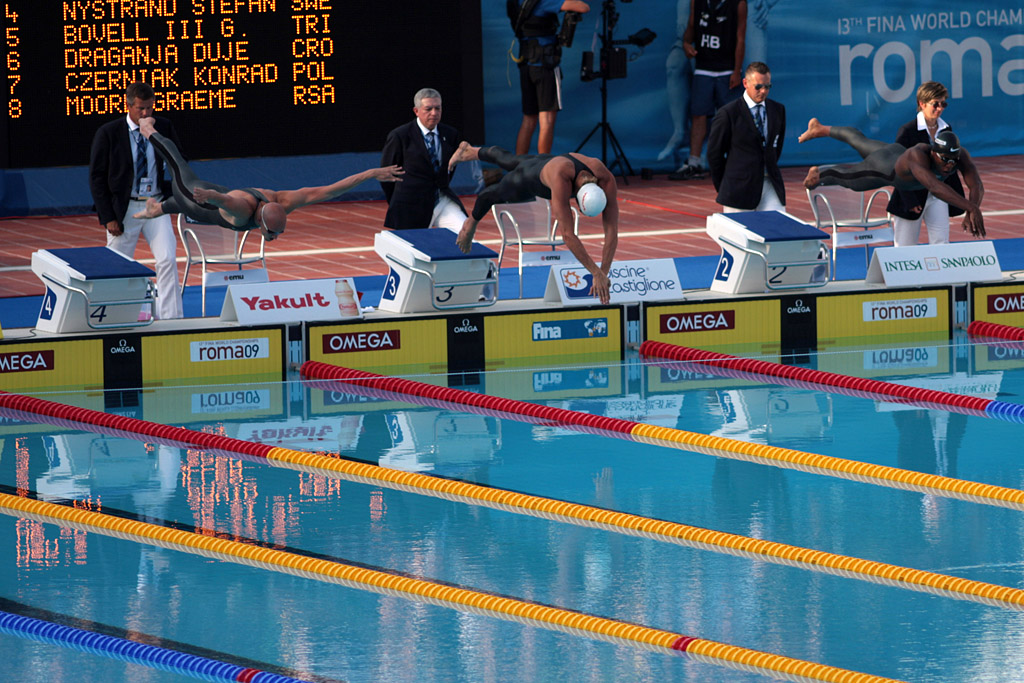
Stefan Nystrand, bana 4, vid semifinalen i sim-VM i Rom 2009.

Stefan Ernst Nystrand född 20 oktober 1981 i Trångsund, är en svensk simmare.
Nystrand har blivit europamästare vid ett flertal tillfällen, dock enbart vid kortbanemästerskap (25-metersbassäng). År 2000 vann Nystrand 50 meter frisim (21.52) och 100 meter frisim (47.56), 2001 50 meter frisim (21.15) och 100 meter frisim (47.15) och 2002 vann Nystrand 50 meter frisim (21.55). Stefan tävlar för Spårvägen Simförening. Vid tävlingar i Paris 5 augusti 2007 noterade Nystrand 47.91 på 100 meter frisim (50-metersbassäng), vilket efter Pieter van den Hoogenbands 47.84, då var den snabbaste tiden i världen genom tiderna.

## Personliga rekord
Långbana (50 m)
| Gren           | Tid   | Rekord | Datum        | Plats           | Ref         |
| -------------- | ----- | ------ | ------------ | --------------- | ----------- |
| 50 m frisim    | 21,45 | 0NR0   | 31 juli 2009 | Rom, Italien    | [ 2 ] [ 3 ] |
| 100 m frisim   | 47,37 | 0NR0   | 30 juli 2009 | Rom, Italien    | [ 2 ] [ 3 ] |
| 50 m bröstsim  | 28,66 |        | 13 maj 2004  | Madrid, Spanien | [ 3 ]       |
| 50 m fjärilsim | 24,97 |        | 3 juli 2004  | Borås, Sverige  | [ 3 ]       |

Kortbana (25 m)
| Gren            | Tid     | Rekord | Datum             | Plats               | Ref         |
| --------------- | ------- | ------ | ----------------- | ------------------- | ----------- |
| 50 m frisim     | 20,70   | 0NR0   | 15 november 2009  | Berlin, Tyskland    | [ 4 ] [ 3 ] |
| 100 m frisim    | 45,54   | 0NR0   | 10 november 2009  | Stockholm, Sverige  | [ 4 ] [ 3 ] |
| 200 m frisim    | 1.53,60 |        | 20 oktober 2002   | Stockholm, Sverige  | [ 3 ]       |
| 400 m frisim    | 4.04,87 |        | 17 december 2005  | Haninge, Sverige    | [ 3 ]       |
| 50 m ryggsim    | 26,09   |        | 29 september 2007 | Södertälje, Sverige | [ 3 ]       |
| 100 m ryggsim   | 56,74   |        | 17 december 2005  | Haninge, Sverige    | [ 3 ]       |
| 50 m bröstsim   | 26,70   |        | 28 november 2009  | Göteborg, Sverige   | [ 3 ]       |
| 100 m bröstsim  | 1.01,58 |        | 13 februari 2005  | Borlänge, Sverige   | [ 3 ]       |
| 50 m fjärilsim  | 23,49   |        | 27 november 2011  | Stockholm, Sverige  | [ 3 ]       |
| 100 m fjärilsim | 54,39   |        | 15 mars 2003      | Järfälla, Sverige   | [ 3 ]       |
| 100 m medley    | 53,97   |        | 9 april 2006      | Shanghai, Kina      | [ 3 ]       |
| 200 m medley    | 2.03,41 |        | 17 december 2005  | Haninge, Sverige    | [ 3 ]       |

## Meriter i urval
- 1999: 1:a EM (4x50 m frisim och 4x50 m medley)
- 2000: 1:a VM (4x100 m frisim,) 2:a VM (100 m frisim), 3:a VM (50 m frisim), 1:a EM (50 m och 100 m frisim), 1:a EM 4x50 m
- 2001: 1:a EM (50 m och 100 m frisim)
- 2002: 1:a EM (50 m frisim), 2:a EM (4x100 m frisim)
- 2004: 2:a EM (50 m frisim)
- 2006: 2:a EM (100 m frisim)
- 2007: 3:a VM (50 m frisim)